# Енн Міра
Енн Міра (англ. Anne Meara; 20 вересня 1929 — 23 травня 2015) — американська акторка і комікеса, мати Бена та Емі Стіллерів. За роки своєї кар'єри на телебаченні чотири рази номінувалася на «Еммі» і одного разу — на «Золотий глобус».

## Біографія
Народилася в Брукліні 20 вересня 1929 року в сім'ї ірландських іммігрантів. Коли Енн було 11 років, її мати покінчила життя самогубством, після чого їй довелося проходити тривалий курс психотерапії. Дитинство вона провела в католицькій школі-інтернаті, де і отримала освіту.
У 1954 році Міра одружилася з коміком Джеррі Стіллером, з яким познайомилася, граючи в одній з комедійних антреприз. Енн Міра виховувалася в католицьких традиціях, але після одруження прийняла юдаїзм. Вона серйозно займалася вивченням єврейської культури і звичаїв, і після весілля чоловік уїдливо зауважив: «Одружившись з Енн, я став ще більше євреєм».
У 1961 році народила доньку Емі Стіллер, а в 1965 — сина Бена. Діти теж стали акторами.
З чоловіком вони сформували комедійний дует під назвою Стіллер та Міра і виступали в багатьох імпровізованих комедійних програмах. Популярності вони досягли в 1960-х, коли стали регулярними гостями «Шоу Еда Саллівана». Після закриття показу їх дует розпався, і вони почали виступати поодинці. Міра, як і раніше, продовжувала грати в різних комедійних шоу та серіалах на телебаченні, а також стала частіше з'являтися на великому екрані. Мала ролі у фільмах «Хлопці з Бразилії» (1978) і «Слава» (1980).
У 1980-х роках Міра, головним чином, знімалася на телебаченні, де у неї були ролі в серіалах «Вона написала вбивство», «Альф», «Опівнічна спека» і «Монстри». Її власний ситком «Шоу Стіллера та Міри» 1986 року виявився невдалим і незабаром був знятий з показу.
Енн Міра не обмежувалася лише зйомками в кіно і на телебаченні, а за роки своєї кар'єри кілька разів виступала і на театральній сцені, в тому числі в деяких бродвейських постановках.
Починаючи з 1990-х років, Міра стала іноді з'являтися в кіно разом з сином Беном Стіллером. Серед їх спільних робіт такі фільми як «Привіт з дороги в пекло» (1991), «Реальність кусається» (1994), «Зразковий самець» (2001) і «Ніч в музеї» (2006). Міра також з'явилася у фільмах «Пробудження» (1990) і «Поцілунок смерті» (1995).